# Gudhi padwa

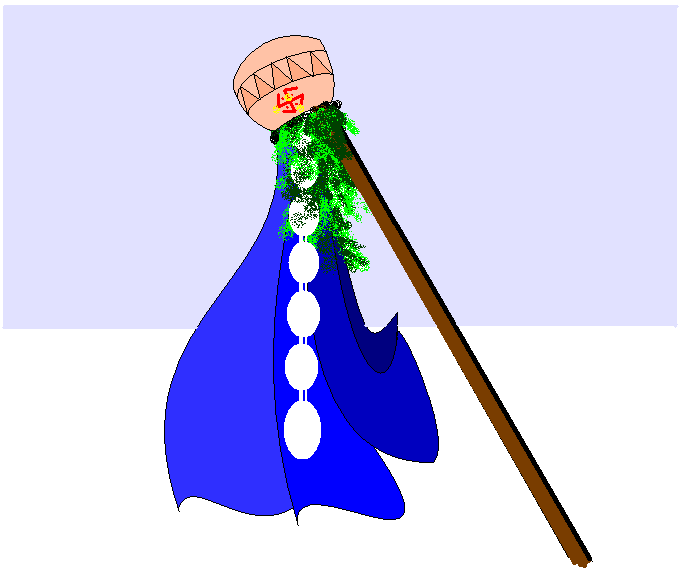
Gudhi

Gudhi padwa (dewanagari: गुढीपाडवा) – święto o charakterze noworoczno-wiosennym, obchodzone w indyjskim stanie Maharasztra pierwszego dnia miesiąca ćajtra (przełom marca i kwietnia).

## Nazwa
Gudhi to „sztandar Brahmy”, będący znakiem zwycięstwa, natomiast słowo padwa pochodzi od sanskryckiego pratipada, czyli pierwszego dnia po nowiu.

## Zwyczaje związane z gudhi padwa
Święto to jest związane z bogiem Brahmą, który ponoć tego właśnie dnia stworzył świat. Wyznacza ono trój-pół-i-dniowy (sadhe tin muhurta) pomyślny okres, jeżeli chodzi o rozpoczynanie nowej działalności. Dzień ten powinno zacząć się od zjedzenia gorzko-słodkiego liścia, pąka lub kwiatu drzewa nim. Czasami liście te są zmielone na pastę razem z brązowym cukrem z trzciny cukrowej, adżwanem i sokiem owoców tamaryndu. Spożywa się również śrikhand. Przed wejściem do domów wykonuje się rangoli o skomplikowanych wzorach i wiesza wysoko gudhi.